# 伊藤隆太
伊藤 隆太（いとう りゅうた、1973年5月10日 - ）は、 TBSテレビのアナウンサー兼報道局ニュースセンター所属記者。

## 来歴・人物
北海道函館市出身。函館ラ・サール高等学校、慶應義塾大学総合政策学部卒業後、1997年4月TBS（旧法人、現TBSHD）にアナウンサーとして入社。同期にはアナウンサーの安住紳一郎、小倉弘子、他職では石丸彰彦（ドラマプロデューサー）、竹内由布子などがいる。一貫してニュース番組に携わっている。週末中心時代は『JNNニュース』（昼と時々日曜の早朝）および吉川美代子とのコンビによる『JNNニュースの森』（2004年3月まで）、さらには2006年10月からの2年間は『JNNイブニング・ニュース』『報道特集NEXT』を担当。その時も、土曜、日曜の、午後のTBSニュース、時々昼のJNNニュース（長峰が不在の場合には）にも出演していた。一方平日昼には『JNNニュースフロント』や『きょう発プラス!』、2年間のブランクをはさみ2008年秋からの1年間は『ピンポン!』(休止時はJNNニュース)『ひるおび!』のニュースコーナーを歴任。2009年秋からは平日夜に移り『総力報道!THE NEWS』に出演していたが、番組終了に伴い、2010年3月29日からは再び「ひるおび!」内のJNNニュースのキャスターに復帰したが、2011年秋には再びTBSニュースバードのニュースと、TBSニュースと、JNNフラッシュニュースに移動したが、2014年秋から水曜日から金曜日のみ再び「ひるおび!」内のJNNニュースのキャスターに復帰した。また、記者も兼任している。週末時代は、2001年秋までは、週末の朝のニュースを担当し、その後夕方のニュースの森に移動した。
オーストラリア留学経験あり。2005年3月に結婚。朝の情報番組『はなまるマーケット』の第2部「クイズママダス」では、新人アナのお披露目と場慣れさせるためとしてアシスタントを半年間ほど新人アナウンサーに務めさせており、2代目新人アナアシスタントは伊藤を含めた安住、小倉の3人だった。このパターンは2004年まで続き、伊藤は特に「カーディガンを毎回変えるアナウンサー」として紹介されていた。
なお、2021年12月までは、毎週月曜日の午後～夕方帯にTBSラジオのニュースデスク（定時ニュースと『ネットワークトゥデイ』）、毎週水～金曜日の11時台（『ひるおび!』内）で『JNN NEWS』のキャスターを長らく担当。理由は不明だが、2022年には、1月から3月第1週までテレビ・ラジオとも番組への出演を見合わせていた。ラジオでは、3月7日からニュースデスクに復帰。テレビでは3月10日から、『JNN NEWS』（平日11時台）の担当を一部の曜日で再開している。

## 現在の出演番組

### テレビ
- JNN NEWS（平日11時台のキャスター）
  - 月 - 金曜日担当：2005年4月 - 2006年9月／2008年10月 - 2009年3月／2010年4月 - 2011年9月
  - 水 - 金曜日担当：2014年10月8日 - 2016年3月／2017年10月 - 2021年12月
  - 木・金曜日担当：2016年4月 - 2017年9月
  - 隔週木曜日担当：2022年3月10日 - 2022年6月（この期間のみ駒田健吾と交互に担当）
  - 毎週木曜日担当：2022年7月7日 -
  - 月・火曜日担当：2023年6月19日 - 
    - 2016年3月28日から一貫して両曜日を担当してきた蓮見孝之が、体調不良を理由に2023年の6月からTBSテレビを休職したことを受けて担当を再開。
- ひるおび!（月 - 水曜日→水曜日午前枠ナレーター、2022年7月4日 - ）
  - 平日11時台の『JNN NEWS』を内包している番組だが、本編へのレギュラー出演は初めてである。

## 過去の出演番組

### テレビ
- JNN NEWS[7][8]（週末11時台のキャスター）
  - 土・日曜日担当：2006年10月 - 2008年9月
  - 土曜日担当：2016年4月 - 2017年9月
- TBSニュース（2006年10月 - 2008年9月）
  - 土・日曜日に『JNN NEWS』の11時台に続いて担当
- THE NEWS（平日昼、2009年4月 - 2010年3月）
- 総力報道!THE NEWS
- はなまるマーケット（1997年）第2部「クイズママダス」アシスタント[7][8]
- 情報!もぎたてサラダ（1997年）[7][8]
- ニュースフロント（2004年4月 - 2005年3月）
- きょう発プラス!（2005年4月 - 2006年9月）ニュースコーナー担当
- ピンポン!（2008年10月 - 2009年3月）ニュースコーナー担当。ピンポン休止時はJNNニュースを代替で放送した。
- サンデーモーニング
- 報道特集NEXT（2008年4月 - 9月、ニュースコーナー担当）
- JNNニュースの森（2001年10月 - 2004年3月、週末アシスタント）
- イブニング・ファイブ（2005年 - 2009年）ニュースナレーション
  - JNNイブニング・ニュース（2006年9月 - 2008年3月、週末版→日曜版サブ&スポーツキャスター）
- JNNイブニング（CS放送TBSニュースバード）
- ニュースバード1600（TBSニュースバード）
- さんまのSUPERからくりTV（「からくり川柳」「からくり外国人日本王」「小倉優子音楽隊」担当、2008年8月ごろまで）
- 3つの街の物語 (2015年6月7日、TBS)
- Nスタ（2014年7月6日 - 2016年3月27日）日曜日担当
- JNNフラッシュニュース（2012年10月からは木曜（隔週）→土・日曜日担当）
- S☆1（2012年10月6日 - 2016年3月27日）ニュース担当
- Boot!ナレーション（ナビゲーター）
- TBS NEWS - TBS NEWS (CS放送)内で随時担当

### ラジオ
- ザ・トップ5＜シーズン4＞（2014年10月2日 - 2015年3月19日）木曜日
- 倶楽部・アナ魂ダ
- 荒川強啓 デイ・キャッチ!（荒川強啓の不在時。2009年秋頃まで）
  - うわさの調査隊（『デイ・キャッチ!』同様に荒川強啓の不在時）
- TBSニュース[7][8]
  - 月曜午後 - 夕方帯のニュースデスク（2022年6月まで『ネットワークトゥデイ』などを担当）